# Échocardiographie
L'échocardiographie ou échographie cardiaque ou écho-doppler cardiaque est une échographie du cœur. Il s'agit d'une technique d'imagerie médicale employant les ultrasons. L'échocardiographie a rapidement trouvé sa place parmi les applications médicales des ultrasons.
Elle est de manière courante couplée à un examen doppler : on parle alors d'échographie-doppler cardiaque.

Échographie-doppler cardiaque : insuffisance mitrale.

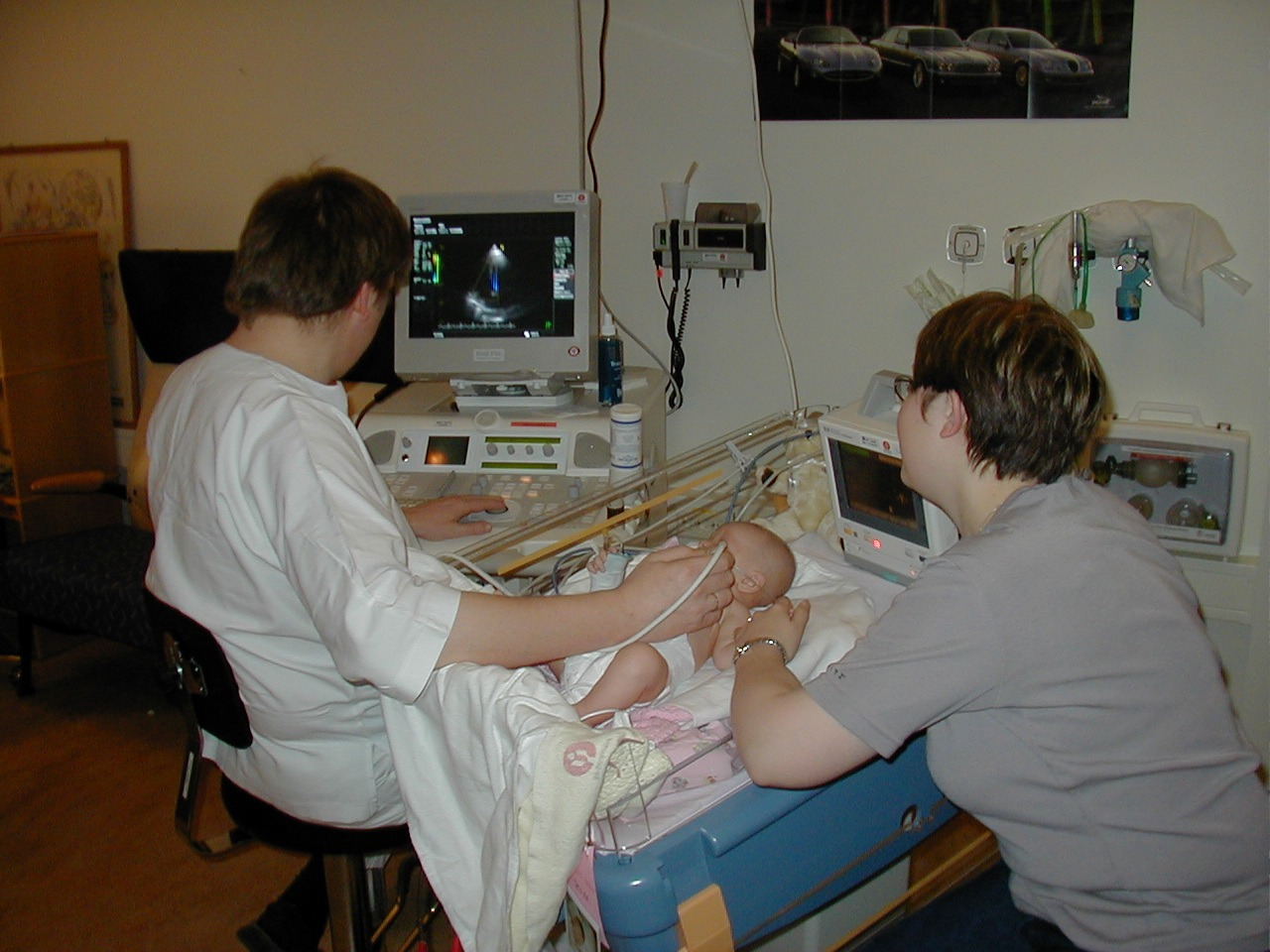
Échographie pédiatrique.

## Terminologie
L’échocardiogramme correspond aux images réalisées. L’échocardiographe est l'appareil permettant de réaliser une échocardiographie.

## Spécificité de l'échographie cardiaque
Le cœur est un organe intra thoracique, entouré d'air (les poumons) et d'os (les côtes). Ces deux dernières structures ne laissent pas transmettre les ultrasons, rendant l'examen plus complexe. On se sert ainsi d'un nombre limité de « fenêtres » anatomiques, lieux où le cœur peut être visualisé par l'échocardiographie, sans interposition aérienne ou osseuse.

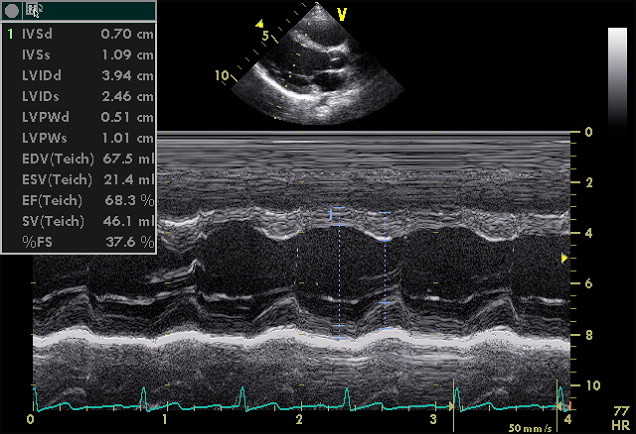
Échocardiogramme normal.

Le cœur est un organe tridimensionnel mobile. La prise en compte de cette quatrième dimension (le temps) est nécessaire pour une bonne appréhension de l'organe dans sa globalité. Cela nécessite une résolution temporelle suffisante pouvant être caractérisée par la cadence d'acquisition des images : elle doit être au moins d'une vingtaine images/s et idéalement supérieure à 50 images/s (pour permettre une visualisation correcte en ralenti, surtout si la fréquence cardiaque est élevée). De même, l'analyse à l'aide d'une image, par essence, bidimensionnelle, d'un organe quadridimensionnel, impose certains artifices : c'est le mode Tm (pour l' anglais : time motion), utilisé de manière courante, avec en abscisse le déroulement du temps et en ordonnée les échos détectés sur une seule ligne de tir.
Le cœur étant mobile, il est important d'évaluer des vitesses. Ces dernières peuvent être calculées en rapportant une distance par rapport au temps (en mode Tm par exemple). Il est cependant plus simple d'employer l'effet Doppler, qui déduit de la variation de la fréquence de l'écho réfléchi, la vitesse de l'obstacle responsable de la réflexion. En échocardiographie, on peut analyser la vitesse :
- du sang (en fait celui des hématies ou globules rouges). C'est le Doppler conventionnel ;
- d'une paroi cardiaque, c'est le Doppler tissulaire cardiaque (TDI = tissue Doppler imaging).

## Réalisation de l'examen
Le patient est installé torse nu, allongé sur le côté gauche (décubitus latéral gauche). Il n'a pas besoin d'être à jeun. Éventuellement, trois électrodes sont collées afin de disposer d'un tracé ECG simultané. L'examinateur, suivant son habitude, est à la droite ou la gauche du patient. Il applique la sonde d'échographie recouverte d'un gel (permettant un meilleur passage des ultrasons à travers la peau) sur la peau de ce dernier suivant différentes positions constituant les fenètres d'échographie dont les principales sont :
- « Voie para sternale gauche » : entre la troisième et la quatrième (voire entre la quatrième et la cinquième) côte, juste à gauche du sternum ;
- « Voie apicale », partie inférieure gauche du sternum, là où est perçu le mieux à la palpation le battement cardiaque (« choc de pointe ») ;
- « Voie sous costale ou sous xyphoïdienne », dans le creux en dessous de la xiphoïde du sternum.

L'examen dure de dix minutes à une demi-heure (dépend essentiellement des conditions techniques et de l'anomalie recherchée). Il est totalement indolore et dénué de tout danger, même chez l'enfant ou chez la femme enceinte.

## Renseignements fournis par l'examen

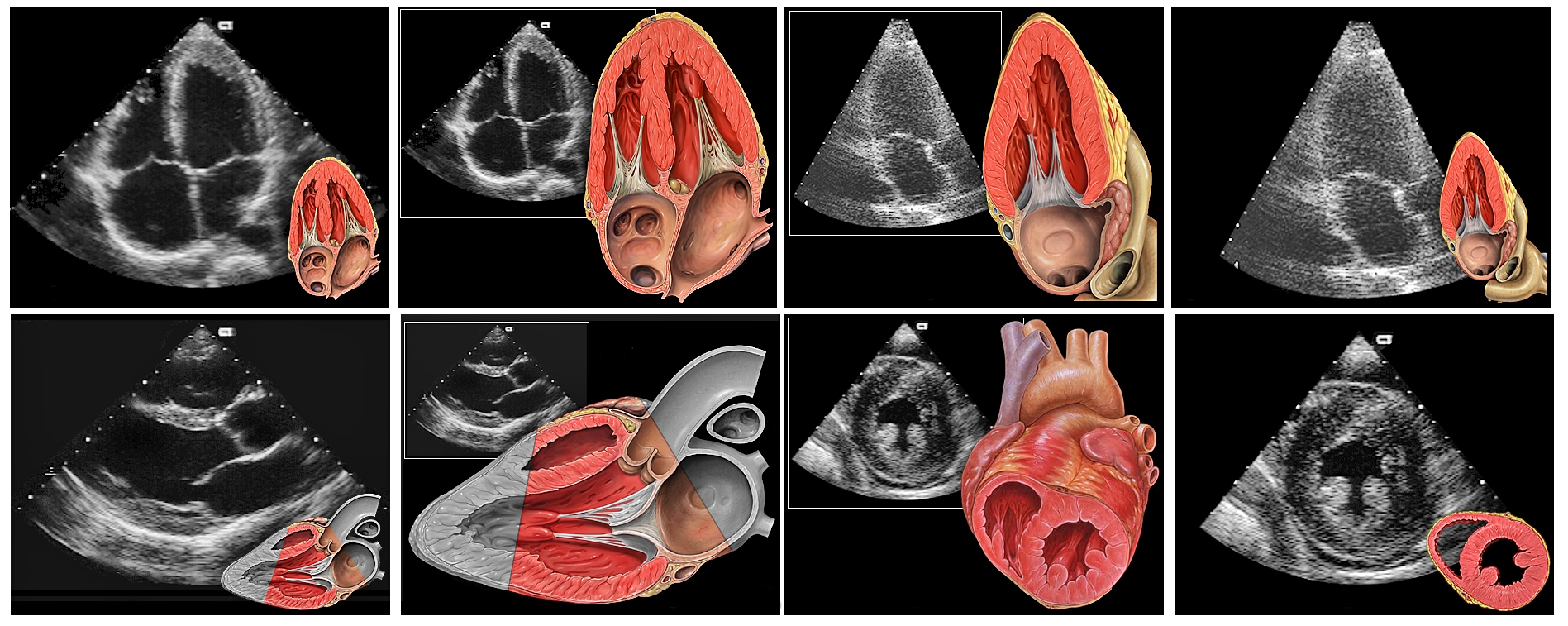

### Ventricules

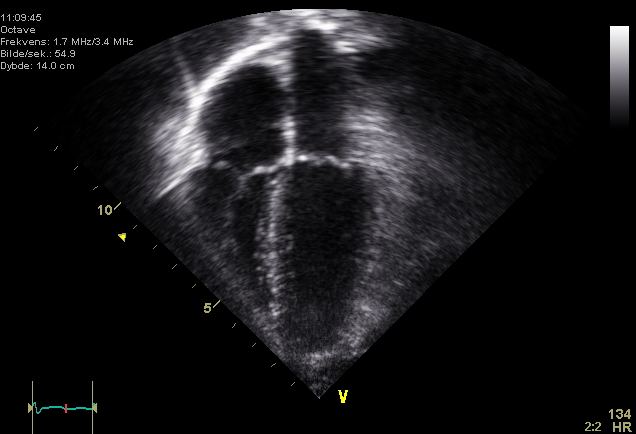
incidence 4 cavités

- On en mesure les diamètres en systole et en diastole.
- On peut mesurer son volume, également en systole et en diastole : on somme le volume des disques successifs (de la pointe du cœur jusqu'à sa base) dont les diamètres sont estimés sur une coupe grand axe (Méthode de Simpson). En faisant le rapport (volume diastolique – volume systolique)/volume diastolique, on obtient la fraction d'éjection, indice important de la fonction contractile du muscle cardiaque.
- On en estime sa forme.

### Oreillettes
L'examen permet de calculer le volume de chaque oreillette et de dépister une éventuelle hypertrophie.

### Septum
Des anomalies morphologiques ou un épaississement peuvent ainsi être diagnostiqués. 

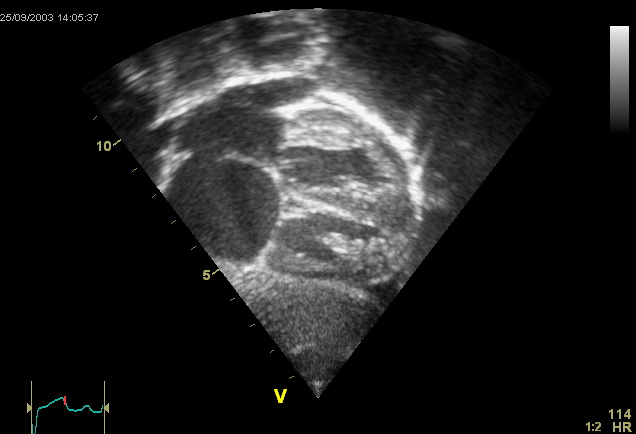
défaut du septum avec communication interauriculaire.

### Valves
Les quatre valves cardiaques (mitrale, tricuspide, aortique et pulmonaire) sont bien visualisées : on analyse la mobilité des feuillets, leur épaisseur. Le doppler permet de calculer la surface fonctionnelle (diminuée en cas de rétrécissement d'une valve) ainsi que la présence et l'importance d'une fuite.

### Parois cardiaques
- Épaisseur : l'épaisseur de chaque partie du muscle cardiaque peut être ainsi mesurée.
- Cinétique : on peut visualiser si une paroi se contracte moins bien que les autres (« hypokinésie ») ou ne se contracte pas du tout (« akinésie ») témoignant alors d'un infarctus du myocarde.

### Aorte thoracique
Seuls les premiers centimètres de l'aorte thoracique ascendante sont accessibles de façon simple à l'échocardiographie. Par voie supra sternale (au-dessus du sternum, la sonde pointant vers le bas), on peut parfois examiner l'aorte horizontale.

### Péricarde
À l'état normal, il n'est pas visualisé. L'échocardiographie peut détecter la présence de liquide dans le péricarde et d'en estimer sa quantité (normal si elle est minime).

## Limitations de l'examen
- Du fait de la présence à proximité de l'organe, d'air et d'os, les fenêtres permettant de visualiser cet organe peuvent être extrêmement réduites, voire inexistantes : le compte rendu spécifie alors « masse battante intra thoracique » sans pouvoir en dire plus ! C'est le problème de l'échogénéicité. Cette dernière est particulièrement faible chez les sujets obèses ou ayant une maladie pulmonaire (emphysème, maladie pulmonaire obstructive chronique), mais également chez le sujet trop maigre (l'espace entre les côtes étant alors « creux » avec interposition d'air entre la sonde et la peau).
- Le cœur est un organe tridimensionnel battant. L'échocardiographie effectue des coupes de cet organe et les résultats peuvent varier suivant le plan de coupe choisi. L'examen reste dépendant de l'expérience de l'examinateur.

## Modalités particulières

### Échographie trans-œsophagienne
Le capteur est situé à l'extrémité d'un endoscope souple qui est introduit, après anesthésie locale dans l'œsophage du patient. Cet examen permet de bien mieux voir les structures postérieures du cœur (en particulier valves et oreillettes).
La plupart du temps, cet examen est indiqué comme complément d'une échographie trans-thoracique lorsque nous avons affaire à : 
- une recherche de végétations (dans le cas d'endocardite infectieuse)
- une recherche de thrombus
- une recherche de dissection aortique

Les images produites avec l'échographie trans-œsophagienne (ETO) sont de qualités supérieures à celles de l'échographie transthoracique (ETT). Par contre, cet examen est difficile à supporter pour le patient et demande davantage de temps dû à la préparation de l'examen et la durée de l'examen en tant que tel.

### Échographie de stress
L'examinateur recherche une modification de contraction d'une paroi cardiaque (« cinétique segmentaire ») lors d'un stress physique (test d'effort) ou chimique (injection de dobutamine à doses croissantes). Une altération de cette cinétique peut témoigner d'une ischémie myocardique.

### Échographie de contraste
L'injection dans le sang de micro-bulles, réfléchissant bien les ultrasons, permet :
- de détecter un passage anormal du sang vers une cavité du cœur (« shunt intra-cardiaque ») ;
- de détecter des zones du myocarde non perfusé, témoignant d'une ischémie myocardique, voire, d'un infarctus du myocarde.

### Échographie tridimensionnelle
Par le biais d'un capteur non plus linéaire, mais matriciel, une imagerie tridimensionnelle directe est possible. Cette technique relativement nouvelle (la sonde matricielle étant disponible à relativement grande échelle depuis 2002), est en cours d'évaluation.

### 2D strain
Appelé également Speckle tracking (« suivi de pixel »), cette technique consiste à identifier les petites hétérogénéicités du muscle cardiaque et en suivre ainsi le déplacement. Elle n'est possible que par l'amélioration de la qualité d'image sur les appareils récents.

### Échographie intracardiaque
L'utilisation d'un fin cathéter, munie à son extrémité d'une sonde d'échographie, permet de visualiser le cœur de l'intérieur. Cette procédure est utilisée lors de certaines interventions comme lors d'un cathétérisme trans-septal (pour passer de l'oreillette droite à l'oreillette gauche) ou pour la fermeture transcutanée d'un foramen ovale perméable.

## Organisation académique
En France, la pratique de l'échocardiographie n'est pas conditionnée par la possession d'un diplôme spécifique, même s'il existe un enseignement inter-universitaire validé par un examen. 
Les échocardiographistes sont organisés à travers des sociétés savantes nationales qui organisent des congrès, éditent des revues et sélectionnent des panels d'experts sur des sujets précis afin de publier des  recommandations.
En France, c'est le rôle de la filiale d'échocardiographie de la Société Française de Cardiologie (SFC) dont les membres sont désignés par cooptation. Les sociétés nationales européennes sont réunis au sein de l'European Association of Echocardiography, filiale de l'European Society of Cardiology.
Aux États-Unis, l'American Society of Echocardiography tient ce rôle.
Les principales revues professionnelles sur l'échocardiographie sont en langue anglaise. On peut citer parmi ces dernières :
- Journal of American Society of Echocardiography (abréviation commune : JASE)
- European Journal of Echocardiography
- Echocardiography

L'examen a fait l'objet de la publication de plusieurs recommandations. Celles, américaines, concernant les indications, datent de 2007.